# Opisthoxia chouyi
Opisthoxia chouyi là một loài bướm đêm trong họ Geometridae.